# Lough Melvin
Lough Melvin (Iers: Loch Meilbh) is een meer dat deels in het Ierse graafschap Leitrim en deels in het Noord-Ierse graafschap Fermanagh ligt. Het meer is de enige locatie waar de salvelinus grayi voorkomt.